# Standfast 40
De Standfast 40 is het meest succesvolle zeiljacht van ontwerper Frans Maas.
Het wedstrijdjacht, dat ruim twaalf meter lang is en vier meter breed, won in 1975 de Fastnetrace. Het eerste ontwerp dateert van 1971 en tot 1984 zijn 116 Standfast 40's in verschillende uitvoeringen gebouwd. Er zijn ook grotere en kleinere Standfasts gebouwd, zoals de Standfast 27, de Standfast 30 en de Standfast 33, maar daarvan zijn er minder van de helling gelopen dan van de Standfast 40. Het nummer geeft het aantal voeten aan dat het type telt, 27, 30, 33 of 40 feet.

## Ontwerp
De meest opvallende kenmerken van het jacht zijn het flush deck (door het ontbreken van een kajuitopbouw), de bolle buik en de twee grote spinnakerbomen die op het dek liggen. Typerend is ook het geringe aantal (loos)gaten in de romp; Frans Maas vond dat een zeegaand schip zo min mogelijk "openingen" in de romp moest hebben.
Het eerste ontwerp dateert uit 1971. Het lijnenplan is door ir. J. Loef in diens standaardwerk De Zeilsport "heel opmerkelijk" genoemd. "We zien niet de bijna halfronde grootspantvorm van vele IOR-jachten, maar deze is hier in het onderwaterschip veel V-vormiger". IOR verwijst naar de International Offshore Rule, een meetsysteem voor wedstrijdjachten. Loef prijst nog de licht gebogen steven, die "weldadig"  aandoet. "Merkwaardig" noemt hij de grote variatie in voorzeilen.

### Afmetingen
- Lengte: 12,20 meter
- Lengte waterlijn: 9,60 meter
- Breedte: 4 meter (er zijn ook bronnen die ten onrechte 3,63 meter aangeven)[2]
- Diepgang: 2,05, 2,25 of 2,30 meter[5]
- Waterverplaatsing: 9,5 ton
- Ballast: 4.000 kilogram

### Zeilen
- Grootzeil: 34 m²
- Genua 1: 75 m²
- Genua 2: 64 m²
- Genua 3: 54 m²
- Genua 4: 42 m²
- Fok: 30 m²
- Stormfok: 12 m²
- Binnenstagzeil: 16,50 m²
- Tallboy: 18 m²
- Spinnaker (voor de wind): 160 m²
- Spinnaker (voor ruime wind): 130 m²
- Storm spinnaker: 100 m²

### Andere uitvoeringen
Behalve de wedstrijduitvoering zijn er nog twee andere uitvoeringen van de Standfast 40: de Standfast S en de Standfast P (van Prestige), die beide een lage opbouw met raampjes hebben en een kortere mast (17 in plaats van 18 meter). Het zeilplan is eenvoudiger en grootzeil en genua zijn samen circa 20 m² kleiner dan op de wedstrijduitvoering.

## Naam
De naam heeft een curieuze oorsprong. Een van Frans Maas' klanten was de whiskyfabrikant Charles George Gordon, bestuursvoorzitter van het familiebedrijf William Grant & Sons, dat bekende merken als Glenfiddich en Grant's kent. Het motto op het wapenschild van de firma luidt: Stand Fast, dat volgens Gordon een wat ruimere betekenis heeft dan 'not moving'. Gordon: "It means courage, endurance and never give in", oftewel moed, uithoudingsvermogen en nooit opgegeven. Hij noemde de 43 footer die hij bij Maas bestelde Stand Fast, een naam die zou beklijven.

## Export
De ontwerpen van Frans Maas waren zeer populair in de Verenigde Staten, maar het schip vond ook aftrek in Brazilië, Duitsland, Italië en België.

## Fastnet
In 1975 won de Standfast Goodwin van Jan van Drongelen de befaamde Fastnetrace. Derde werd ook een Standfast, de Standfast 2 van Piet Vroon en Charlie Gordon, die Frans Maas aan boord had als bemanningslid. De Standfast 2 finishte zelf als derde, maar door een iets ongunstiger meting werd ze tweede en Goodwin (zeilteken H 2000) eerste.

## Klassieker
De Standfast 40, in de jaren zeventig van de afgelopen eeuw ontworpen om te voldoen aan de eisen van de IOR, is nog steeds een snel schip, maar uiteraard niet meer geschikt voor het internationale wedstrijdveld. Het schip, dat gebouwd werd bij Frans Maas Jachtbouw in Breskens, is nog steeds populair in Zuid-Nederland en België. Vanwege zijn diepte (2,05, 2,25 of 2,30 meter) ziet men de Standfast 40 minder op het ondiepe IJsselmeer en de Wadden. Op veel schepen is de giek wat langer gemaakt om een groter grootzeil te kunnen voeren. Het klein smalle grootzeil van het oorspronkelijke ontwerp was slechts bedoeld om een zo gunstig mogelijke IOR-meting te krijgen.

## Boek
Vanwege zijn stevige uitvoering en goede ballastverhouding werd en wordt de Standfast veel gebruikt voor lange reizen. De Nederlander Cees de Reus (1940) voer met zijn vrouw Karola in zeven jaar met zijn Standfast 40 de wereld rond. Hij schreef daarover het boek Rond de wereld met een glimlach (Hilversum 2008 en Amsterdam 2009).

## Varia
- Film uit 2009 over het weer vlot trekken van de gestrande Standfast Kolibrie (thuishaven Scheveningen) op strand van Bali[10].
- Bericht over de berging voor de Franse kust bij Boulogne-sur-Mer in oktober 2010 van de Standfast Borracho[11].

## Nog in de vaart
een selectie (volgorde op scheepsnaam)

- Anteia, een Standfast 40 P uit 1980, thuishaven Zierikzee
- Atlantis, een Standfast 40 P uit 1980, thuishaven Almere (Nederland)
- Bliss, een Standfast 40 P, thuishaven Vlissingen
- Breezand, een Standfast 40 flush deck uit 1979, thuishaven Zierikzee.
- Caroan, een Standfast 40 flush deck uit 1975, thuishaven Zeebrugge
- Cirrus, een Standfast 40 S of P uit 1973, ligplaats Wilmington, Delaware (VS)[12]
- Days of grace, een Standfast 40p uit 1984,total refit in 2007 thuishaven Steenbergen
- Deborah (oorspronkelijke naam Goodwin, winnaar van de Fastnetrace)[13], een Standfast 40 uit 1973
- Etoile de l'Escaut, een Standfast 40, thuishaven Middelburg bouwnummer 470 uit 1978
- Hammersley, een Standfast 40 P uit 1981, thuishaven Veere
- Hawk, een Standfast 40 (flush deck), vaart onder Belgische vlag
- Lucky Bastard, een Standfast S (?), thuishaven Volendam[14]
- Mare, een Standfast 40 S uit 1979
- Marlin, (oorspronkelijke naam Big Momma en Willem Drie), een Standfast 40 (flush deck) uit 1978, thuishaven Rotterdam.
- Mojo (oorspronkelijke naam Annie, met thuishaven Kampen (stad)), een Standfast 40 S uit 1978, thuishaven Lemmer[15][16]
- Nostos, een Standfast 40 S, thuishaven Roompot Marina
- Obsession, een Standfast S of P, Frankrijk
- Pimpernel, een Standfast 40 (flush deck), thuishaven IJmuiden
- Popeye, een Standfast 40 P uit 1980, thuishaven Breskens
- Rogamar, een Standfast P uit 1984 (Frans eigenaar)
- Sea Beryl, een Standfast 40 S uit 1976, thuishaven Scheveningen
- Spetters, thuishaven Brouwershaven
- Standfast II, een Standfast 40, thuishaven Scheveningen
- Voile-a, een Standfast 40

## Onder zeil
een selectie met bewegende beelden
- Cirrus (onder Amerikaanse vlag), ligplaats in Hawaï. Zie boek van de eigenaar[17] en zijn blog[18].
- Obsession (onder Franse vlag). Zie YouTube[19]